# Parti républicain (Estonie)
Le Parti républicain (en estonien : Vabariiklik Partei) est un parti politique estonien fondé en 1999 et dirigé par Kristjan-Olari Leping, maître de conférences en théorie économique à l'Université de Tartu. Il revendique plus de 1000 adhérents, parmi lesquels une majorité de jeunes et d'étudiants.
De tendance néoconservatrice et eurosceptique, influencé par les idées de la Nouvelle Droite, le Parti républicain se dit proche de l'Union Pro Patria et du Parti estonien de la réforme. Il a également participé, aux côtés de plusieurs petits partis - dont certains de gauche, comme le Parti de la gauche unie estonienne - à la campagne contre l'adhésion de l'Estonie à l'Union européenne en 2003.